# Ribautia unguiculata
Ribautia unguiculata är en mångfotingart som först beskrevs av von Porat 1894.  Ribautia unguiculata ingår i släktet Ribautia och familjen storjordkrypare. Inga underarter finns listade i Catalogue of Life.